# SKP2
La proteína quinasa 2 asociada a la fase S (SKP2) es una enzima codificada en humanos por el gen skp2.
SKP2 pertenece a la familia de proteínas F-box que se caracteriza por poseer un motivo de aproximadamente 40 aminoácidos denominado F-box. Las proteínas F-box constituyen una de las cuatro subunidades de un complejo ubiquitina ligasa llamado SCF (SKP1A-CUL1-F-box), que actúa en procesos de ubiquitinación dependientes de fosforilación. Las proteínas F-box se dividen en 3 clases: Fbws que contiene dominios WD-40, Fbls que contiene repeticiones ricas en leucina y Fbxs que contiene diferentes módulos de interacción proteína-proteína o motivos no reconocibles.
SKP2 pertenece a la clase Fbls. Además, del dominio F-box, esta proteína contiene 10 repeticiones de leucina en tándem. Esta proteína es un elemento esencial del complejo del complejo ciclina A/Cdk2 durante la fase S del ciclo celular. Reconoce específicamente al inhibidor de quinasas dependientes de ciclinas fosforilado (CDKN1B, también denominado p27 o KIP1), principalmente durante la fase S, e interacciona con la proteína quinasa 1 asociada a fase S (SKP1 o p19). Además, el gen que codifica SKP2 es considerado un proto-oncogén implicado en la patogénesis de diversos linfomas. Se han descrito dos variantes transcripcionales de este gen, que codifican diferentes isoformas de la proteína.

## Interacciones
La proteína SKP2 ha demostrado ser capaz de interaccionar con:
- ORC1L[8]
- Ciclina A2[9][10]
- E2F1[10]
- Factor de replicación del ADN CDT1[11]
- SKP1A[12][13][14][15][16][10]
- Cdk2[9][10][17]
- CKS1B[18][19][20][21]
- CUL1[11][12][22][10][23][24]
- CDKN1B[18][19][25]